# Akrahreppur
Akrahreppur is een gemeente in het noorden van IJsland in de regio Norðurland vestra. Het heeft 222 inwoners (in 2006) en een oppervlakte van 1364 km².
Húnaþing vestra · Húnabyggð · Skagabyggð · Skagafjörður · Skagaströnd